# Торпедо (стадіон, Мінськ)
Стадіон «Торпедо» (біл. Стадыён «Тарпеда») — футбольний стадіон у місті Мінськ, Білорусь, домашня арена ФК «Торпедо» (Мінськ).
Стадіон побудований та відкритий у 1958 році, після чого почав приймати матчі чемпіонату БРСР з футболу, ставши домашньою ареною ФК «Торпедо» (Мінськ). З 1992 року на стадіоні почали проводитися ігри чемпіонату Білорусі з футболу. Протягом 2006–2009 та 2013–2015 років домашні матчі на арені проводив ФК «Мінськ», після розформування ФК «Торпедо» (Мінськ) та до відкриття власної арени Стадіону ФК «Мінськ». Після відновлення клубу «Торпедо» повернувся на рідну арену. 
На стадіоні проводилися міжнародні матчі збірної Білорусі з футболу серед жінок та юнацької збірної країни. У 2009 році арена приймала фінальні ігри чемпіонату Європи серед жінок до 19 років. На початку 2000-х років навпроти єдиної трибуни були побудовані додаткові місця. Згодом основна трибуна була закрита через аварійний стан. Також домашні ігри на стадіоні проводив клуб «Зірка-БДУ».